# Különben dühbe jövök (televíziós sorozat)
A Különben dühbe jövök (eredeti cím: Reef Break) 2019-ben vetített amerikai–francia televíziós bűnügyi drámasorozat, amelyet Ken Sanzel alkotott. A főbb szerepekben Poppy Montgomery, Ray Stevenson, Desmond Chiam, Melissa Bonne és Tamela Shelton látható. A sorozat zeneszerzője Michael Yezerski. A sorozat a Wild Poppy Entertainment és az ABC Studios International gyártásában készült, forgalmazója a Disney Media Distribution.
Amerikai Egyesült Államokban 2019. június 20-tól volt látható az ABC-n. Magyarországon 2020. április 24-én mutatta be az RTL Klub.

## Ismertető
A gyönyörű és ravasz Cat (Poppy Montgomery) bárhol is jelenjen meg, mindig a figyelem középpontjába kerül. A csendes sziget, Reef Island is felpezsdül, amikor öt év után visszatér. Cat, aki egykor profi szörfösként volt népszerű, és a helyi szindikátus tolvajaként gazdag, most újra a habokba veti magát. Ezúttal a törvény oldalán szörfözik, és inkognitóban élő exférje, az FBI-ügynök Jake Elliot (Ray Stevenson), valamint a helyi rendőrség nyomozója, a jóképű Wyatt Cole (Desmond Chiam) segítségével feltárják a szigetet urainak sötét titkait.

## Szereplők
| Színész          | Szereplő       | Magyar hang    |
| ---------------- | -------------- | -------------- |
| Poppy Montgomery | Cat Chambers   | Bertalan Ágnes |
| Ray Stevenson    | Jake Elliot    | Kőszegi Ákos   |
| Desmond Chiam    | Wyatt Cole     | Tokaji Csaba   |
| Melissa Bonne    | Ana Dumont     | Németh Borbála |
| Tamala Shelton   | Petra Torrance | Csuha Borbála  |
| Stephen Hunter   | Otter          | Vida Péter     |

## Epizódok
| Évad | Évad | Részek száma | Részek száma | Eredeti sugárzás | Eredeti sugárzás     | Eredeti adó | Magyar sugárzás   | Magyar sugárzás  | Magyar adó |
| Évad | Évad | Részek száma | Részek száma | Évadbemutató     | Évadzáró             | Eredeti adó | Évadbemutató      | Évadzáró         | Magyar adó |
| ---- | ---- | ------------ | ------------ | ---------------- | -------------------- | ----------- | ----------------- | ---------------- | ---------- |
|      | 1.   | 13           | 13           | 2019. június 20. | 2019. szeptember 13. | ABC         | 2020. április 24. | 2020. július 17. | RTL Klub   |

### 1. évad (2019)
| Sor. | Év. | Cím                                        | Rendező            | Író                                                          | Premier                               | Nézettség   | Gyártási szám |
| ---- | --- | ------------------------------------------ | ------------------ | ------------------------------------------------------------ | ------------------------------------- | ----------- | ------------- |
| 1.   | 1.  | Újra itthon (Pilot)                        | Alex Zakrzewski    | Ken Sanzel                                                   | 2019. június 19. 2020. április 24.    | 2,84 millió | 101           |
| 2.   | 2.  | Csiszolatlan gyémántok (Lost and Found)    | Shawn Seet         | Robert Port                                                  | 2019. június 27. 2020. május 1.       | 1,98 millió | 102           |
| 3.   | 3.  | Aranyeső (Buried Things)                   | Kieran Darcy-Smith | Mark Rosner                                                  | 2019. július 11. 2020. május 8.       | 2,28 millió | 103           |
| 4.   | 4.  | Üdv a dzsungelben! (Welcome to the Jungle) | Sian Davies        | Ken Sanzel                                                   | 2019. július 18. 2020. május 15.      | 1,85 millió | 104           |
| 5.   | 5.  | A zöld áramlat (The Green Tide)            | Peter Andrikidis   | Niceole R. Levy                                              | 2019. július 25. 2020. május 22.      | 1,91 millió | 105           |
| 6.   | 6.  | A kétórás gép (The Two O'Clock Flight)     | Peter Andrikidis   | Robert Port                                                  | 2019. augusztus 1. 2020. május 30.    | 1,97 millió | 106           |
| 7.   | 7.  | A diktátor (Despot)                        | Grant Brown        | Mark Rosner                                                  | 2019. augusztus 8. 2020. június 5.    | 1,51 millió | 107           |
| 8.   | 8.  | Riválisok (The Comeback)                   | Grant Brown        | Laura Wolner                                                 | 2019. augusztus 15. 2020. június 12.  | 1,77 millió | 108           |
| 9.   | 9.  | A gyűjtemény (The Hohenzollern Collection) | Kieran Darcy-Smith | Brandon K. Hines                                             | 2019. augusztus 22. 2020. június 19.  | 1,95 millió | 109           |
| 10.  | 10. | Kék égbolt (Blue Skies)                    | Kieran Darcy-Smith | Történet: Haley Harris & Mark Rosner Tévéjáték: Haley Harris | 2019. augusztus 29. 2020. június 26.  | 2,14 millió | 110           |
| 11.  | 11. | Álomszerető (Dream Lover)                  | Fiona Banks        | Robert Port                                                  | 2019. augusztus 29. 2020. július 3.   | 1,66 millió | 111           |
| 12.  | 12. | Tőrbe csalva (Prison Break)                | Fiona Banks        | Norman Morrill                                               | 2019. szeptember 5. 2020. július 10.  | 1,45 millió | 112           |
| 13.  | 13. | Végjáték (Endgame)                         | Steve Pearlman     | Michelle Lirtzman                                            | 2019. szeptember 13. 2020. július 17. | 2,14 millió | 113           |